# Claude Makélélé
Claude Makélélé Sinda (født 18. februar 1973 i Kinshasa, Zaire) er tidligere fransk fodboldspiller for Paris Saint-Germain og manager for SC Bastia. Han opnåede 71 kampe for Frankrigs fodboldlandshold, selvom han egentlig blev født i Congo. Claude blev født og opvokset i Kinshasa, Zaire (det nuværende Congo), men han har sidenhen fået fransk statsborgerskab.

## Spillerkarriere
Claude Makélélé indledte sin karriere i franske FC Nantes i 1992, hvor han spillede i 5 år. Derefter drog han videre til Olympique de Marseille, hvor han spillede ét enkelt år. I 1998 skiftede midtbanespilleren til Celta Vigo FC. Claude Makélélé var efterhånden interesseret i at spille på topplan, så da Real Madrid CF tilbød en kontrakt, slog han til. I Real Madrid fik han endelig sit store gennembrud, men da den defensive spiller endelig fik gang i sit spil, lukkede trænerteamet ham ude i kulden. Han valgte at skifte Spanien ud med England og Chelsea FC, hvor han har spillet over 150 kampe for klubben.
Claude Makélélé stopppede karrieren i Paris Saint-Germain i 2011 efter 98 kampe, men fortsatte senere samme år som assistent under cheftræneren Carlo Ancelotti. PSG blev Ligue 1 mestre to gange i træk i løbet af Makélélé assistentperiode i klubben, først med Ancelotti og derefter med hans tidligere franske landholdskollega Laurent Blanc .
Den 24. maj 2014 overtog Claude Makélélé jobbet som cheftræner i SC Bastia, men blev opsagt efter knap 6 måneder efter 3 sejre ud af 13 mulige. 